# Manaw Myay FC
Der Manaw Myay Football Club (kurz Manaw Myay FC) war ein Fußballverein aus Myanmar. Der Verein war in Myitkyina beheimatet und spielte die letzte Saison 2016 in der zweithöchsten Liga des Landes, der MNL-2.

## Geschichte
Der Verein wurde 2010 gegründet. Von 2010 bis 2015 spielte der Verein in der höchsten Liga des Landes, der Myanmar National League. 2015 belegte der Club den vorletzten Tabellenplatz und stieg damit in die Zweitklassigkeit, in die MNL-2, ab. Die Zweitliga-Saison 2016 schloss der Verein mit der Meisterschaft ab. Mit Beendigung der Saison 2016 löste sich der Verein auf.

## Erfolge
MNL-2
- Meister: 2016

## Stadion
Der Verein trug seine Heimspiele im 5000 Zuschauer fassenden Swomprabon Stadium aus.

## Beste Torschützen 2012 bis 2013
| Saison | Name                | Tore |
| ------ | ------------------- | ---- |
| 2012   | Molo Hilaire Assalé | 13   |
| 2013   | Assalé              | 11   |

## Saisonplatzierung
| Saison | Liga                    | Liga   | Liga | Liga | Liga | Liga  | Liga   | Liga     | Liga |
| Saison | Liga                    | Spiele | S    | U    | N    | Tore  | Punkte | Position |      |
| ------ | ----------------------- | ------ | ---- | ---- | ---- | ----- | ------ | -------- | ---- |
| 2010   | Myanmar National League | 20     | 6    | 1    | 13   | 24:50 | 19     | 9.       |      |
| 2011   | Myanmar National League | 22     | 4    | 6    | 12   | 18:33 | 18     | 10.      |      |
| 2012   | Myanmar National League | 26     | 10   | 6    | 10   | 32:32 | 36     | 8.       |      |
| 2013   | Myanmar National League | 22     | 4    | 8    | 10   | 23:34 | 20     | 9.       |      |
| 2014   | Myanmar National League | 22     | 8    | 5    | 9    | 28:27 | 29     | 7.       |      |
| 2015   | Myanmar National League | 22     | 5    | 5    | 12   | 21:41 | 19     | 11.      |      |
| 2016   | MNL-2                   | 22     | 16   | 4    | 2    | 71:20 | 52     | 1.       |      |